# Phyllophaga parvicornis
Phyllophaga parvicornis är en skalbaggsart som beskrevs av Moser 1924. Phyllophaga parvicornis ingår i släktet Phyllophaga och familjen Melolonthidae. Inga underarter finns listade i Catalogue of Life.